# Epinephelus fasciatomaculosus
Epinephelus fasciatomaculosus är en fiskart som först beskrevs av Peters, 1865.  Epinephelus fasciatomaculosus ingår i släktet Epinephelus och familjen havsabborrfiskar. IUCN kategoriserar arten globalt som otillräckligt studerad. Inga underarter finns listade i Catalogue of Life.